# 堀川中央館
堀川中央館（ほりかわちゅうおうかん）は、かつて存在した日本の映画館である。1908年（明治41年）12月9日、京都府京都市上京区の東堀川通沿い（のちの堀川京極）に寄席春日座（かすがざ）として開館、1926年（昭和元年）前後には映画館に業態を変更して表題名に改称している。第二次世界大戦が始まった1942年（昭和17年）ころの一時期、堀川文化映画劇場（ほりかわぶんかえいがげきじょう）、堀川文化劇場（ほりかわぶんかげきじょう）とも名乗ったが、1945年（昭和20年）4月に執行された堀川京極の強制疎開によってわずか5日間で取り壊されて閉館、復興することはなかった。
愛知県名古屋市西区にかつて存在した堀川映画劇場とは異なる。

## 沿革
- 1908年12月9日 - 寄席春日座として開館[1]
- 1926年前後 - 映画館に業態変更、堀川中央館と改称[1][3][4]
- 1944年11月2日 - 戦時体制により以降休館
- 1945年4月 - 堀川京極の強制疎開により解体・閉館[1]

## データ
- 所在地 : 京都府京都市上京区東堀川通下長者町東北角[1]二町目
  - 現在の堀川通を渡る下長者町通の橋の東端の位置

北緯35度1分21.54秒 東経135度45分7.36秒 / 北緯35.0226500度 東経135.7520444度
- 経営 : 
  1. 寺田亀太郎
  2. 五十棲彦一
- 構造 : 木造二階建
- 観客定員数 : 500名（1927年[4]・1929年[5]・1930年[6]）、162名（1942年[9]・1943年[10]）

## 概要

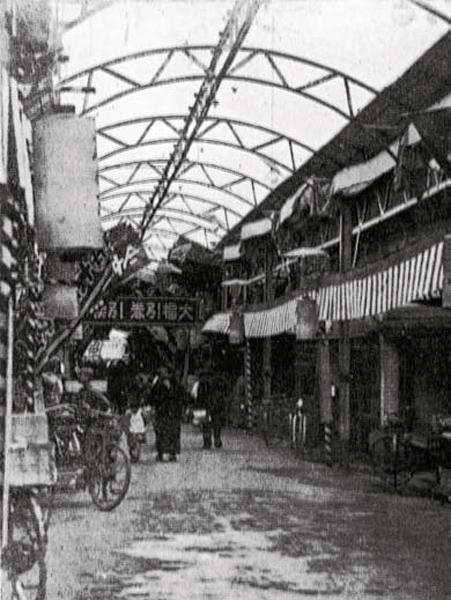
堀川京極のアーケード。

### 春日座の時代
1908年（明治41年）12月9日、京都府京都市上京区の東堀川通下長者町東北角二町目に寄席の春日座として開館する。同地は、明治初期にはすでに商家が軒を連ね、明治中期には小売店・飲食店が大半を占め、上京区内では最初の商店街の様相をなし、やがて堀川京極（堀川通の丸太町 - 中立売間）と呼ばれるようになった繁華街の一角であった。1895年（明治28年）9月24日にはすでに京都電気鉄道中立売線（のちの京都市電堀川線）が開通しており、同館の至近に堀川下長者町電停があった。
1912年（明治45年）1月10日付の『京都日出新聞』の記事によれば、当時の京都市内の劇場・寄席は57館とし、警察署の管轄ごとに発表しており、同館は中立売警察署（2007年に西陣警察署と統合、現在の上京警察署）管轄であり、「俄芝居」に分類されていた。同署管轄ではほかに、松之木座（仁輪加）があった。同年1月13日付の同紙の記事によれば、当時の京都市は「劇場」「興行場」「寄席」の3つに分類・等級分けして納税額を決めており、同館は「寄席」に分類され、松之木座、福廼家（のちの西陣大映）等とともに「七等」とされて年額52円（当時）の税金を課せられた。西陣地区の「寄席」分類では西陣電気館、長久亭（のちの西陣長久座）がそれぞれ「三等」「五等」に分類されていた。1914年（大正3年）8月には、吉本興業の林正之助が京都の寄席に萬歳をブッキングして回った際に、長久亭、紅梅館（西堀川通丸太町上ル）、大宮館（大宮通中立売上ル）、国技館（のちの京都国技館、千本通三条）とならんで同館を選んでいる。

### 堀川中央館の時代
大正中期には、堀川京極に鉄骨アーチの全蓋テントによるアーケード、私費による舗装、電気照明が備えられている。1926年（昭和元年）前後の時期に映画館に業態を変更し、堀川中央館と改称する。大正末年に堀川京極に開館した寄席である永楽館が、追って映画館になり常盤館と改称している。これによって堀川京極の映画館は2館になった。1927年（昭和2年）12月23日付の『大阪朝日新聞京都版』記事によれば、京都府監督課建築係の劇場・活動写真館（映画館）・寄席の建築の調査を行った結果として、同館は「その主要部に多少の補修を要する」と指摘された。昭和初期に京都の市街地を精力的に紹介した大京都社（姉小路東洞院西入ル）の西村善七郎はその著書の『大京都』において、四条通の御旅町（寺町 - 河原町間）、烏丸通、寺町通（とくに丸太町 - 三条間）、三条通（とくに寺町 - 木屋町間）、河原町通（四条付近）、そして西陣京極（千本通の中立売 - 今出川間）、大宮通（とくに五辻以北）、七条通（とくに河原町 - 千本間）とならべて、同館が存在した堀川京極を京都市内の繁華街として挙げている。当時の同館の経営は、当時市内に中央館（京都中央館）、壬生館、南大正座（現在の東寺劇場）、長久館（のちの西陣長久座）を経営していた寺田亀太郎の個人経営であり、支配人は中内青堂、興行系統は東亜キネマおよび輸入映画（洋画）の自由興行、観客定員数は500名であった。1930年（昭和5年）になると、支配人は福西留雄、興行系統は東亜キネマおよび河合映画製作社の作品を扱った。福西留雄は、戦後、新東宝の営業畑に所属した人物である。

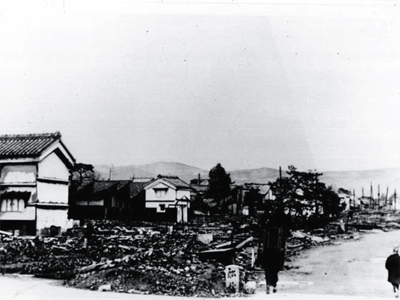
強制疎開後の堀川京極（1945年）、堀川中央館は戦後も復興されず、道路敷になった。

第二次世界大戦が始まり、戦時統制が敷かれ、1942年（昭和17年）、日本におけるすべての映画が同年2月1日に設立された社団法人映画配給社の配給になり、映画館の経営母体にかかわらずすべての映画館が紅系・白系の2系統に組み入れられるが、『映画年鑑 昭和十七年版』には同館の興行系統については記述されていない。当時の同館の経営は、五十棲彦一が支配人を兼ねた個人経営、観客定員数は162名と大幅に縮小されていた。この時期になると、同館同様かつて寺田亀太郎が経営した中央館は中央映画劇場と改称、長久館は京都長久座と改称していずれも松竹の手に、壬生館は南富三郎の個人経営に、南大正座は本町館と改称して京都土地興業の手に、それぞれすでに渡っていた。同資料には堀川文化映画劇場、『映画年鑑 昭和十八年版』には堀川文化劇場と記載されているが、1944年（昭和19年）11月2日付の『大阪朝日新聞京都版』には「堀川中央館」と記されている。同日、大日本興行協会京都府支部の決定により、京都市内の映画館のうち11館が同日付で休館に入り、倉庫・雑炊食堂に転換することになった。このとき同館は、同市面で同じ堀川に分類された寶座（下京区大宮通七条下ル）、三条館とともに休館対象となり、同日付で休館した。三条館は戦後、復興している。
防火帯設置のため、休館から約半年後の1920年（昭和20年）4月に執行された堀川京極の強制疎開（第三次強制疎開）によって、わずか5日間の期限のうちに解体・更地にされて閉館した。同年6月26日早朝、第5回の京都空襲とされる西陣空襲が行なわれたが、対象地域は堀川京極の北端・中立売通と南端・丸太町通の間にある出水通であったが千本通寄りであり、強制疎開が行われなかったとしても、堀川京極は直接の空襲被害には遭わなかったはずであった。戦後、1948年（昭和23年）には、同館跡地を含めた帯状の強制疎開跡地を利用し、幅50メートル・片側4車線におよぶ現在の幹線道路・堀川通へと舗装・整備が開始された。したがって現在の同館の跡地は、堀川通東側の道路敷の一部と化しており、当時を偲ぶ痕跡はない。同じ堀川京極に存在した常盤館も、同様の運命をたどった。